# Clàssic & Copa de la Federació Veneçolana de Ciclisme
El Clàssic i la Copa de la Federació Veneçolana de Ciclisme (en castellà: Clásico Aniversario de la Federación Venezolana de Ciclismo i Copa Federación Venezolana de Ciclismo "Corre por la vida") són dues curses ciclistes d'un dia que es disputen a Veneçuela, per commemorar l'aniversari de dita federació. La primera edició es disputà el 2004 i formen part de l'UCI Amèrica Tour.
Es fan durant un cap de setmana en diferents localitats del país, realitzant el dissabte el "Clàssic" en format critèrium i el diumenge la "Copa" en format carrera.
També es disputes les dues competicions en categoria femenina. Estan reservades a professionals

## Palmarès masculí
| 2004      | Gil Cordovés      |                   |                   |
| 2005      | No es va disputar | No es va disputar | No es va disputar |
| 2006      | Gil Cordovés      |                   |                   |
| 2007      | José Aguilar      |                   |                   |
| 2008      | José Aguilar      |                   |                   |
| 2009      | Ángel Pulgar      |                   |                   |
| 2010      | Arthur García     |                   |                   |
| 2011      | Ángel Pulgar      |                   |                   |
| 2012      | Frederick Segura  |                   |                   |
| 2013-2014 | No es va disputar | No es va disputar | No es va disputar |
| 2015      | Miguel Ubeto      |                   |                   |

| 2003      | Gil Cordovés      |                   |                   |
| 2004-2006 | No es va disputar | No es va disputar | No es va disputar |
| 2007      | José Alarcón      |                   |                   |
| 2008      | Arthur García     |                   |                   |
| 2009      | Honorio Machado   |                   |                   |
| 2010      | Frederick Segura  |                   |                   |
| 2011      | Miguel Ubeto      |                   |                   |
| 2012      | Frederick Segura  |                   |                   |
| 2013-2014 | No es va disputar | No es va disputar | No es va disputar |
| 2015      | Honorio Machado   |                   |                   |

## Palmarès femení
| 2008      | Angie González         |                   |                   |
| 2009-2010 | No es va disputar      | No es va disputar | No es va disputar |
| 2011      | Angie González         |                   |                   |
| 2012      | Mayra del Rocio Rocha  |                   |                   |
| 2013      | No es va disputar      | No es va disputar | No es va disputar |
| 2014      | Zuralmy Coromoto Rivas |                   |                   |
| 2015      | Paola Muñoz            |                   |                   |
| 2016      | Danielys García        |                   |                   |

| 2008      | Karelia Judith Machado |                   |                   |
| 2009-2010 | No es va disputar      | No es va disputar | No es va disputar |
| 2011      | Angie González         |                   |                   |
| 2012      | Janildes Fernández     |                   |                   |
| 2013      | No es va disputar      | No es va disputar | No es va disputar |
| 2014      | Angie González         |                   |                   |
| 2015      | Gleydimar Tapia        |                   |                   |
| 2016      | Janildes Fernández     |                   |                   |